# Capilla de San José de las Hermanitas de los Pobres
La capilla de San José de las Hermanitas de los Pobres es un edificio religioso de la población de Tortosa perteneciente a la comarca catalana del Bajo Ebro en la provincia de Tarragona (España). Es una capilla de estilo historicismo incluida en el Inventario del Patrimonio Arquitectónico de Cataluña y protegida como Bien Cultural de Interés Nacional.

## Historia
No se sabe con seguridad si esta capilla es la original de la antigua fundación de las Hermanitas de los Pobres (1880), y menos si tiene algo que ver con la supuesta capilla del antiguo convento de los capuchinos. En todo caso, esta capilla es, como mínimo, fruto de alguna reconstrucción realizada después de la Guerra Civil Española de 1936, y su aspecto actual obedece a una restauración llevada a cabo en los años 70. La advocación a San José responde a que este es el santo protector de la Congregación de las Hermanitas de los Pobres.

## Descripción
La planta es rectangular y se encuentra situada dentro del recinto de la «Residencia de Ancianos de las Hermanitas de los Pobres» en Tortosa, está integrada dentro del grupo principal de edificaciones de la residencia, que se encuentra delante de la puerta general de acceso, en el lado izquierdo del patio central del edificio principal, y sin casi manifestar exteriormente su presencia desde este patio interior, menos una pequeña espadaña situada en la parte más alta. La estructura interior de la capilla es de una gran simplicidad, con una nave única rectangular sin capillas laterales y con un ábside poligonal. Presenta una bóveda de crucería dividida en tres tramos y cuatripartita, con la particularidad de que los nervios no se apoyan o van a parar al mismo punto de arranque del arco formero, sino más bien en sus lados, es ésta la misma solución que se adopta en la bóveda del ábside. En el último tramo de la nave existe una pequeña tribuna que ocupa la mitad del lienzo del muro y que deja la otra mitad para la ventana.
Adsemás en el recinto se encuentra una capillita dedicada también a San José. Situada en medio de la parte superior del muro que rodea y limita el recinto de la Residencia de las Hermanitas de los Pobres, la capilla presenta la típica hornacina con un pequeño voladizo que sobresale del muro casi como techo de la capilla. En la hornacina encontramos una imagen escultórica de San José que lleva al niño Jesús en brazos.